# Franz Xaver Richter

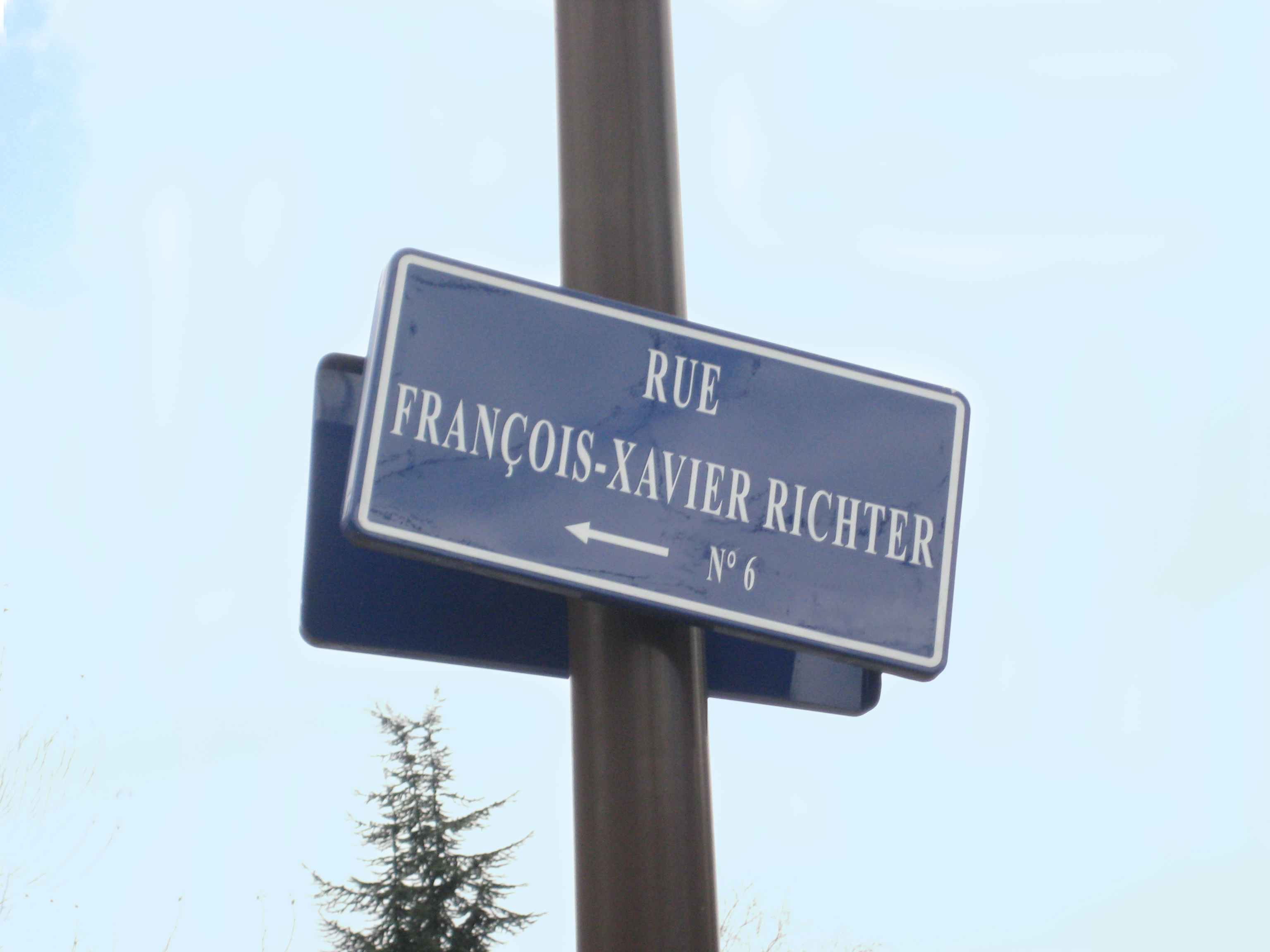
Tablica z nazwą ulicy w Strasburgu

Franz Xaver Richter (ur. 1 grudnia 1709 w Holešovie na Morawach, zm. 12 września 1789 w Strasburgu) – morawski kompozytor, zaliczany do szkoły mannheimskiej.

## Życiorys
W latach 1722–1727 przebywał w jezuickim seminarium w Uherské Hradiště a następnie podróżował po Włoszech i do roku 1736 kontynuował studia muzyczne w Wiedniu. W latach 1740–1747 Richter sprawował funkcję zastępcy kapelmistrza u księcia-opata Anzelma Reichlin von Meldegg w Kempten. Zajmował się też kompozycją, opublikował w Paryżu sześć symfonii.
Od roku 1747 został członkiem nadwornej kapeli księcia elektora Karola IV Teodora Wittelsbacha w roli kompozytora, skrzypka i śpiewaka (bas). W roku 1769 został następcą Josepha Garniera na stanowisku kapelmistrza Katedry Najświętszej Marii Panny w Strasburgu. We Francji używał pisowni nazwiska François-Xavier Richter.
W liście Wolfganga Amadeusa Mozarta do ojca z 2 listopada 1778 jest opisany jako alkoholik.
Dzieła Richtera łączą stylistykę baroku ze stylem galant. Zaliczane są do szkoły mannheimskiej i reprezentują styl przedklasyczny utworów symfonicznych.
Do grona uczniów Richtera należeli m.in. Carl Stamitz, František Xaver Pokorný, Joseph Martin Kraus i Ferdinand Fränzl.

## Dzieła (wybór)
- 70 symfonii
- Koncert obojowy F-dur
- Oratorium wielkopiątkowe "La deposizione della croce"
- 30 mszy
- 40 motetów
- Koncerty na różne instrumenty
- Kwartety
- Sonaty triowe: 
  -     - Sonata I na klawesyn, flet poprzeczny i wiolonczelę F-dur
    - Sonata II na klawesyn, flet poprzeczny i wiolonczelę D-dur
    - Sonata III na klawesyn, flet poprzeczny i wiolonczelę G-dur
    - Sonata IV na klawesyn, flet poprzeczny i wiolonczelę C-dur
    - Sonata V na klawesyn, flet poprzeczny i wiolonczelę B-dur
    - Sonata VI na klawesyn, flet poprzeczny i wiolonczelę A-dur
- Dzieło teoretyczne: Harmonische Belehrungen (Pouczenia harmoniczne) wydane w roku 1809